# Florence Arrey
Florence Arrey (Buéa, 18 augustus 1948) is een Kameroens rechter. Ze is gespecialiseerd in familierecht en internationaal recht en is sinds 2003 rechter van het Rwanda-tribunaal in Tanzania.

## Levensloop
Arrey studeerde rechten aan de Universiteit van Londen en slaagde hier voor een certificaat in internationaal recht. Verder behaalde ze een diploma in rechterlijke macht aan de École Normale d'Administration et Magistrature (ENAM) in Yaoundé en slaagde ze als Bachelor of Laws aan de Universiteit van Lagos. Naast internationaal recht specialiseerde ze zich in familierecht en huiselijk geweld.
Nadat ze van 1973 tot 1975 procureur was geweest, werd ze tot 1979 president aan een hof voor eerste aanleg. Vervolgens was ze afwisselend aanklager en vicepresident van het Hof van Beroep van Bamenda, tot ze hier van 1990 tot 1994 president werd. Aansluitend was ze president van het Hof van Beroep van Buéa, tot ze in 2000 werd benoemd tot rechter van het hooggerechtshof van het land.
Vanaf 2003 is ze rechter ad litem van het Rwanda-tribunaal in de Tanzaniaanse stad Arusha, waar ze lid werd van de derde strafkamer. Ze werd in 2012 vicepresident van dit tribunaal. In dit jaar werd ze ook beëdigd tot rechter van het Internationale Residumechanisme voor Straftribunalen, dat de lopende zaken afhandelt van het Rwanda-tribunaal en het Joegoslavië-tribunaal.
Arrey is lid van verschillende juridische organisaties, zoals de Commonwealth Magistrates and Judges Association en internationale bonden voor vrouwelijke rechters, zoals de FIDA en de IAWJ; van de laatste was ze daarnaast ook voorzitter. Ze nam deel aan een groot aantal symposia op het gebied van internationaal recht, strafrecht en vrouwenrechten. Ze is gehuwd en heeft vier kinderen.